# Onthophagus compressus
Onthophagus compressus är en skalbaggsart som beskrevs av Guérin-Méneville 1855. Onthophagus compressus ingår i släktet Onthophagus och familjen bladhorningar. Inga underarter finns listade i Catalogue of Life.